# Hironari Iwamoto
Hironari Iwamoto (Kagoshima, 27 juni 1970) is een voormalig Japans voetballer.

## Carrière
Hironari Iwamoto speelde tussen 1993 en 2000 voor Bellmare Hiratsuka en Montedio Yamagata.